# Bolbaffroides kubaricus
Bolbaffroides kubaricus es una especie de coleóptero de la familia Geotrupidae.

## Distribución geográfica
Habita en Yemen.